# Jeroen van Veen
Jeroen van Veen (Boskoop, Países Bajos, 26 de octubre de 1974) es un bajista neerlandés. Es conocido por ser el bajista de la banda de metal sinfónico Within Temptation.

## Carrera musical
Su carrera inició durante sus años de escuela, donde conoció a Robert Westerholt y Martijn Spierenburg. Los tres, más la cantante Carmen van der Ploeg formaron una banda de metal gótico/doom metal llamada The Circle, que posteriormente cambia de nombre a Voyage y juntos graban algunos demos y un álbum de estudio.
La banda se separa en 1996 y su amigo Robert Westerholt, quien ya había formado una nueva agrupación junto a Sharon den Adel, Within Temptation, lo invita para formar parte del equipo. Desde entonces ha sido miembro permanente de la agrupación hasta la actualidad.

## Discografía

### Within Temptation
Álbumes de estudio
- Enter (1997)
- Mother Earth (2000)
- The Silent Force (2004)
- The Heart of Everything (2007)
- The Unforgiving (2011)
- Hydra (2014)
- Resist (2019)

EPs
- The Dance (1998)
- Running Up That Hill (2003)
- The Howling (2007)
- Paradise (What About Us?) (2013)
- And We Run (2014)

### Voyage
Álbumes de estudio
- Embrace (1996)

Demos
- Embrace Promotape (1995)

### The Circle
Demos
- Symphony No. 1 (1992)
- Promo 1993 (1993)